# 小川陽平
小川 陽平（おがわ ようへい、1981年8月21日 - ）は、日本の俳優、ダンサー。神奈川県出身。FREE(S)所属。演劇集団SKIPPY(S)代表。
身長170cm。特技はストリートダンス、スポーツ全般。アクション。
アクターズクリニック講師、EXPG講師、東急スポーツオアシスインストラクターなどの実績も持つ。

## 出演作品

### テレビ
- あの日、僕らの命はトイレットペーパーよりも軽かった（2008年、日本テレビ）
- QP（2011年、日本テレビ）
- 土曜ワイド劇場 逆転報道の女4（2014年、テレビ朝日）
- ウルトラマンタイガ 第3話（2019年、テレビ東京） - 今里光一

### 映画
- ふたたび swing me again（2010年）
- ガチバン アルティメイタム（2011年）
- 愛と誠（2012年、角川映画）

### 舞台
- エグジスタンス -episode0-（六行会ホール） - 出演・ダンス振付
- Time Cupsule -タイムカプセル-（笹塚ファクトリー・韓国文化の家 KOUS） - 出演・ダンス振付
- SHINSENGUMI 〜episode IKEDAYA〜（2011年、恵比寿・エコー劇場） - 垣内圭吾[3]
- 平成24年度 文化庁地域発・文化芸術創造発信イニシアチブ「ロミオとジュリエット」（2012年） - 主演：ロミオ
- Letter2015（2015年、本多劇場グループB1・つくばカピオ）※ダンス振付も担当
- オリビアを聴きながら（2024年、東温市川内公民館 大ホール）[4]

### web
- 聖エクレール学園〜男子部〜（2012年）

### その他
- マルナゲドン ザ・デイ・アフター（2015年、本多劇場グループ・シアター711）※ダンス振付
- DREAM（恵比寿・エコー劇場）※ダンス振付
- Lock the ROCK（六行会ホール）※ダンス振付